# Archiconchoecemma orientalis
Archiconchoecemma orientalis är en kräftdjursart som först beskrevs av V. G. Chavtur 1987.  Archiconchoecemma orientalis ingår i släktet Archiconchoecemma och familjen Halocyprididae. Inga underarter finns listade i Catalogue of Life.